# 91

91(구십일)은 90보다 크고 92보다 작은 자연수다.

## 수학
- 합성수로, 그 약수는 1, 7, 13, 91이다. 진약수의 합은 21이므로, 91은 부족수다.
  - 31번째 반소수다. 앞의 반소수는 87, 다음 반소수는 93이다.
- 13번째 삼각수다. 앞의 삼각수는 78, 다음은 105다.
- 6번째 중심있는 육각수다. 앞의 중심있는 육각수는 61, 다음은 127이다.
- {\displaystyle 91=1^{2}+2^{2}+3^{2}+4^{2}+5^{2}+6^{2}}
  - 6번째 사각뿔수로, 6 이하의 모든 자연수의 제곱합이다. 앞의 사각뿔수는 55, 다음은 140이다.
  - 연속하는 자연수 6개의 제곱합으로 나타낼 수 있는 가장 작은 수다. 이 성질을 지닌 다음 수는 139다.
- {\displaystyle 91=3^{3}+4^{3}=6^{3}+(-5)^{3}}
  - 연속하는 두 자연수의 세제곱합으로 나타낼 수 있으며, 이 성질을 지닌 앞의 수는 35, 다음 수는 189다.
  - 서로 다른 두 가지 방법으로 두 정수의 세제곱수의 합으로 나타낼 수 있는 수 중 가장 작은 수다. 마찬가지로 자연수의 세제곱수로 가능한 수는 1729다.

## 과학
- 프로트악티늄(Pa)의 원자번호.
- NGC 91: 안드로메다자리 방향에 있는 항성.

## 교통
- 고속도로
  - 주간고속도로 제91호선: 코네티컷주 뉴헤이번에서 버몬트주 더비라인(영어판)까지 이어지는 미국의 주간고속도로.
  - 유럽 고속도로 91호선: 튀르키예 토프라크칼레(영어판)에서 야일라다우(영어판)까지 이어지는 유럽 고속도로.
- 국도 제91호선
  - 미국 91번 국도(영어판): 유타주 브리검시티에서 아이다호주 아이다호폴스까지 이어지는 미국의 국도.
- 기타 도로
  - 현도 제91호선

## 문화유산
- 대한민국의 국보 제91호: 도기 기마인물형 명기
- 대한민국의 보물 제91호: 여주 창리 삼층석탑
- 대한민국의 사적 제91호: 성주 성산성 (해제)[a]

## 방송
- 스카이라이프의 JTBC4 채널 번호.
- 지니 TV의 월드 클래식 무비 채널 번호.
- B tv의 TV조선2 채널 번호.
- U+ TV의 MBC M 채널 번호.
- LG헬로비전의 엔터TV 채널 번호.
- B tv 케이블의 중화TV 채널 번호.
- KT HCN의 UXN 채널 번호.

## 기타
- 날짜: 9월 1일
- 연도: 91년, 기원전 91년
- 개신교에서는 이 숫자가 “구원”의 의미로 쓰이기 때문에 교회나 목사관, 혹은 선교 단체의 전화 번호에 주로 들어간다.
- 구일역의 한자표기가 九一驛으로, 한자 표기상으로 91이다.